# Чернявка (Житомирський район)
Черня́вка — село в Україні, у Пулинській селищній територіальній громаді Житомирського району Житомирської області. Населення становить 465 осіб (2001).

## Географія
Через село тече річка Чернявка.

## Історія
У 1906 році — село Пулинської волості Житомирськького повіту Волинської губернії. Відстань від повітового міста 40 верст. від волості 10. Дворів 74, мешканців 688.
У 1923, 1925—54, 1965—85 роках — адміністративний центр колишньої Чернявської сільської ради Червоноармійського району.